# Гусалова, Зарина Артуровна
Зарина Артуровна Гусалова (1 сентября 2004) — российская тяжелоатлетка. Серебряный призёр чемпионата Европы 2025 года. Трёхкратная чемпионка России 2023, 2024 и 2025 годов, серебряный призёр чемпионата России 2022 года в категории до 71 кг. Победительница чемпионата мира среди юношей и девушек 2021 года. Мастер спорта России.

## Биография
Родилась 1 сентября 2004 года в Северной Осетии. Представляет Санкт-Петербург на соревнованиях по тяжёлой атлетике.
В мае 2023 года присвоено звание звание «Мастер спорта России».
В 2021 году на чемпионате мира среди юношей и девушек в Саудовской Аравии стала чемпионкой мира в категории до 71 кг с результатом 226 килограммов.
На чемпионате России по тяжёлой атлетике 2022 года, который состоялся в Хабаровске, Зарина в первый раз в карьере завоевала серебряную медаль чемпионата страны с общим весом на штанге по сумме двух упражнений 226 килограммов.
На чемпионате России по тяжёлой атлетике 2023 года, который состоялся в Новом Уренгое, Гусалова впервые в карьере завоевала золотую медаль чемпионата страны с общим весом на штанге по сумме двух упражнений 240 килограммов, установив три рекорда России для этой весовой категории.
В июле 2024 года на чемпионате России в Новосибирске в категории до 71 кг завоевала чемпионский титул с результатом 238 кг. 
На чемпионате Европы 2025 года в Кишинёве в весовой категории до 71 кг в статусе нейтрального атлета завоевала серебряную медаль с итоговым результатом 241 кг. В упражнении "рывок" стала победителем (110 кг), в упражнении "толчок" была третьей (131 кг).
В августе 2025 года на чемпионате России в Санкт-Петербурге в категории до 71 кг завоевала чемпионский титул с результатом 240 кг по сумме двоеборья. В отдельных упражнениях также стала победительницей. 

## Основные результаты
Чемпионат Европы
| Результат | Вес       | Год  | Место соревнований | Рывок | Толчок | Общий вес |
| Серебро   | до 71 кг. | 2025 | Кишинёв, Молдова   | 110,0 | 131,0  | 241,0     |

| Год  | Соревнования     | Место проведения | Весовая категория | Рывок, кг | Толчок, кг | Сумма, кг | Место |
| ---- | ---------------- | ---------------- | ----------------- | --------- | ---------- | --------- | ----- |
| 2022 | Чемпионат России | Хабаровск        | до 71 кг          | 101       | 125        | 226       | 2     |
| 2023 | Чемпионат России | Новый Уренгой    | до 71 кг          | 110       | 130        | 240       | 1     |
| 2024 | Чемпионат России | Новосибирск      | до 71 кг          | 108       | 130        | 238       | 1     |
| 2025 | Чемпионат России | Санкт-Петербург  | до 71 кг          | 110       | 130        | 240       | 1     |